# Nekrolog November 2019
Nekrolog
◄◄
| ◄
| 2015
| 2016
| 2017
| 2018
| 2019 | 2020 | 2021 | 2022 | 2023 | ►
Januar |
Februar |
März |
April |
Mai |
Juni |
Juli |
August |
September |
Oktober |
November |
Dezember 2019
Weitere Ereignisse | Allgemeiner Nekrolog 2019
Die Beschreibung der verstorbenen Person sollte so kurz wie möglich gehalten sein und nur deren signifikante Tätigkeit(en) enthalten.
Neue Namen ggf. auch unter dem Geburts- und Sterbedatum, also etwa unter 1. Januar und im Geburts- und Sterbejahr (2024) eintragen (nur bei entsprechender großer Wichtigkeit). Für Beispiele siehe die schon vorhandenen Artikel.
Außerdem über die fünf zuletzt Verstorbenen, zu denen es einen ausreichend guten Artikel für eine Präsentation auf der Hauptseite gibt, nach der todesbedingten Überarbeitung der Artikel ggf. auch unter Wikipedia Diskussion:Hauptseite informieren und sie am besten auch in den anderen Wikipedia-Sprachversionen eintragen. Tipp: Regelmäßig bei news.google.de nach „ist tot“, „gestorben“ oder „verstorben“ suchen.
Wenn eine Person gestorben ist, gibt es viele Seiten zu dieser Person in der Wikipedia, die davon auch betroffen sind und entsprechend aktualisiert werden müssen. Beispiele: Namenübersichtsseite, Geburtsjahr, Geburtsort-Seiten und viele mehr.
Wie finde ich die betroffenen Seiten?
Im Suchfeld auf der linken Seite gibt man den Suchbegriff so ein: „Vorname Nachname“. Dann klickt man auf Volltext und alle Seiten mit entsprechendem Suchtext werden aufgerufen. Hier sieht man dann schnell, wo auch das Todesjahr Sinn macht oder sogar ein Teil des Artikels angepasst werden muss. Auch hilft das „Werkzeug“ auf der linken Seite sehr gut, um solche Seiten aufzufinden: „Links auf diese Seite“. Somit ist die Wikipedia wieder aktuell in allen Bereichen! Hinweis: bei Eintragung der Kategorie „Gestorben JAHR“ wird der Missbrauchsfilter 49 ausgelöst, was jedoch nicht schlimm ist. Siehe: Spezial:Missbrauchsfilter/49
Dies ist eine Liste von im November 2019 verstorbenen bekannten Persönlichkeiten. Die Einträge erfolgen innerhalb der einzelnen Daten alphabetisch sortiert. Tiere sind im Nekrolog für Tiere zu finden.

## November
Bearbeitungshinweis: Neue Todesfälle bitte nach Tagen geordnet eintragen. Die Todesfälle desselben Tages bitte in alphabetischer Reihenfolge aufsteigend einfügen.
| Tag          | Name                         | Beruf, bekannt als                                                               | Alter | Beleg                              |
| ------------ | ---------------------------- | -------------------------------------------------------------------------------- | ----- | ---------------------------------- |
| 30. November | Anderson Hunter Dupree       | US-amerikanischer Historiker                                                     | 98    | andersonbryantfuneralhome.com      |
| 30. November | Michael Howard               | britischer Historiker                                                            | 97    | theguardian.com                    |
| 30. November | Carlos Jurado                | mexikanischer Künstler                                                           | 92    | cuartopoder.mx                     |
| 30. November | Petr Málek                   | tschechischer Sportschütze                                                       | 58    | sport.aktualne.cz                  |
| 30. November | Susan McGreivy               | US-amerikanische Schwimmerin, LGBT-Aktivistin und Rechtsanwältin                 | 80    |                                    |
| 30. November | Doris Merrick                | US-amerikanische Schauspielerin                                                  | 100   | lordheath.com                      |
| 30. November | Henri Nicolaï                | belgischer Geograph                                                              | 90    | enmemoire.sudinfo.be               |
| 30. November | Alfred Preußner              | deutscher Politiker und Verbandsfunktionär                                       | 90    |                                    |
| 30. November | Raeanne Rubenstein           | US-amerikanische Fotografin                                                      | 74    | nytimes.com                        |
| 30. November | Brian Tierney                | britischer Historiker                                                            | 97    | news.cornell.edu                   |
| 29. November | Ruth Anderson                | US-amerikanische Komponistin                                                     | 91    | nytimes.com                        |
| 29. November | Bankboy Wayne                | US-amerikanischer Rapper                                                         | 22    |                                    |
| 29. November | Lord Burgess                 | US-amerikanischer Komponist                                                      | 95    | loopnewsbarbados.com               |
| 29. November | Arno Buschmann               | deutsch-österreichischer Rechtshistoriker                                        | 88    | trauer.wz.de                       |
| 29. November | Alexander Cambitoglou        | australischer Archäologe                                                         | ≈97   | androsfilm.gr                      |
| 29. November | Vital Darbellay              | Schweizer Politiker                                                              | 90    | 1815.ch                            |
| 29. November | Armando Gatto                | italienischer Pianist und Dirigent                                               | 90    | web.archive.org                    |
| 29. November | Zbyněk Hotový                | tschechischer Fußballspieler                                                     | 66    | slavia.cz                          |
| 29. November | Joseph Anthony Irudayaraj    | indischer Bischof                                                                | 84    | ccbi.in                            |
| 29. November | Werner Latscha               | Schweizer Jurist und Manager                                                     | 94    | nzz.ch                             |
| 29. November | Roman Malek                  | polnischer Sinologe                                                              | 68    | monumenta-serica.de                |
| 29. November | Fitzhugh Mullan              | US-amerikanischer Mediziner                                                      | 77    | nytimes.com                        |
| 29. November | Yasuhiro Nakasone            | japanischer Politiker                                                            | 101   | sueddeutsche.de                    |
| 29. November | Helmut Plambeck              | deutscher Jurist                                                                 | 90    | justiz.hamburg.de                  |
| 29. November | Günter Pohl                  | deutscher Politiker                                                              | 81    | wartburgkreis.deinespd.de          |
| 29. November | Beatrice Primus              | deutsche Linguistin                                                              | 66    | idsl1.phil-fak.uni-koeln.de        |
| 29. November | Seymour Siwoff               | US-amerikanischer Sportstatistiker                                               | 99    | nytimes.com                        |
| 29. November | Jānis Stradiņš               | lettischer Wissenschaftshistoriker                                               | 85    | la.lv                              |
| 29. November | Buddy Terry                  | US-amerikanischer Jazzmusiker                                                    | 78    | wbgo.org                           |
| 29. November | Paul Y. Villeneuve           | kanadischer Geograph                                                             | 76    | esad.ulaval.ca                     |
| 28. November | Ernest Cabo                  | französischer Bischof                                                            | 86    | guadeloupe.franceantilles.fr       |
| 28. November | Andrew Clement               | US-amerikanischer Kinderbuchautor                                                | 70    | nytimes.com                        |
| 28. November | Graham Crouch                | australischer Leichtathlet                                                       | 71    | runnerstribe.com                   |
| 28. November | Hans-Peter Gensichen         | deutscher Theologe                                                               | 76    | tagblatt.de                        |
| 28. November | Gert Haendler                | deutscher Theologe und Kirchenhistoriker                                         | 95    | theologie.uni-rostock.de           |
| 28. November | Robin Horton                 | britischer Anthropologe                                                          | 87    | thisdaylive.com                    |
| 28. November | Mamie Kirkland               | US-amerikanische Zeitzeugin                                                      | 111   | buffalonews.com                    |
| 28. November | Karl Kunst                   | deutscher Politiker                                                              | 84    | trauer.kreiszeitung.de             |
| 28. November | Juan Chabaya Lampe           | arubanischer Komponist, Musiker und Dichter                                      | 99    | antilliaansdagblad.com             |
| 28. November | Marion McClinton             | US-amerikanischer Theaterleiter, Dramatiker und Schauspieler                     | 65    | nytimes.com                        |
| 28. November | Andreas Mitterlehner         | österreichischer Bankmanager                                                     | 58    | wirtrauern.at                      |
| 28. November | Jorge Hernán Monge           | costa-ricanischer Fußballspieler                                                 | 81    | crhoy.com                          |
| 28. November | Jan Nygren                   | schwedischer Schauspieler                                                        | 85    | svt.se                             |
| 28. November | Tiny Ron                     | US-amerikanischer Schauspieler und Basketballspieler                             | 72    |                                    |
| 28. November | Pim Verbeek                  | niederländischer Fußballspieler und -trainer                                     | 63    | t-online.de                        |
| 28. November | Gene Warren Jr.              | US-amerikanischer Visual Effects Artist                                          | 78    | IMDb                               |
| 27. November | Louie Crew                   | US-amerikanischer Anglist und LGBT-Aktivist                                      | ≈83   | livingchurch.org                   |
| 27. November | Stefan Danailow              | bulgarischer Schauspieler und Politiker                                          | 76    | focus-fen.net                      |
| 27. November | Klaus Drobisch               | deutscher Historiker                                                             | 87    | neues-deutschland.de               |
| 27. November | Godfrey Gao                  | taiwanisch-kanadischer Schauspieler und Model                                    | 35    | straitstimes.com                   |
| 27. November | Brad Gobright                | US-amerikanischer Kletterer                                                      | 31    | t-online.de                        |
| 27. November | Terry de Havilland           | britischer Schuhdesigner                                                         | 81    | nytimes.com                        |
| 27. November | Jaegwon Kim                  | US-amerikanischer Philosoph                                                      | 85    | dailynous.com                      |
| 27. November | Annette Kuhn                 | deutsche Historikerin und Frauenforscherin                                       | 85    | hdfg.de                            |
| 27. November | Arno Landerer                | deutscher Winzer, Winzer-Poet und Kommunalpolitiker                              | 65    | badische-zeitung.de                |
| 27. November | Hauke Lange-Fuchs            | deutscher Rechtsanwalt und Autor                                                 | 85    | trauer-anzeigen.de                 |
| 27. November | Elio Locatelli               | italienischer Eisschnellläufer                                                   | 76    |                                    |
| 27. November | Jonathan Miller              | britischer Theater- und Opernregisseur sowie Autor                               | 85    | telegraph.co.uk                    |
| 27. November | Mitsutoshi Nakano            | japanischer Literaturhistoriker                                                  | 84    | mainichi.jp                        |
| 27. November | John B. Robbins              | US-amerikanischer Immunologe                                                     | 86    | nytimes.com                        |
| 27. November | William Ruckelshaus          | US-amerikanischer Jurist und Politiker                                           | 87    | bloomberg.com                      |
| 27. November | Juan Carlos Scannone         | argentinischer Philosoph und Theologe                                            | 88    | katholisch.de                      |
| 27. November | Peter B. Schwarz             | österreichischer Fußballspieler                                                  | 65    | traueranzeigen.tt.com              |
| 26. November | Henny Ardesch                | niederländischer Fußballspieler                                                  | 76    | tubantia.nl                        |
| 26. November | Margit Bartfeld-Feller       | österreichische Schriftstellerin                                                 | 96    | theodorkramer.at                   |
| 26. November | Cyrus Chothia                | britischer Biochemiker                                                           | 77    | www2.mrc-lmb.cam.ac.uk             |
| 26. November | Alberto „El Original“ Cortez | peruanischer Sänger                                                              | 90    | salserisimoperu.com                |
| 26. November | Howard Cruse                 | US-amerikanischer Comicautor                                                     | 75    | tagesspiegel.de                    |
| 26. November | Mignonette Patricia Durrant  | jamaikanische Diplomatin                                                         | 76    |                                    |
| 26. November | Rudy Grayzell                | US-amerikanischer Rockabilly-Musiker                                             | 86    | rockabilly.nl                      |
| 26. November | Charles Gutemberg            | brasilianischer Schauspieler, Komiker und Zirkuskünstler                         | 57    | atribuna.com.br                    |
| 26. November | Hans-Dieter Hofmann          | deutscher Kirchenjurist                                                          | 72    | sonntag-sachsen.de                 |
| 26. November | James L. Holloway III.       | US-amerikanischer Marineoffizier                                                 | 97    | history.navy.mil                   |
| 26. November | Köbi Kuhn                    | Schweizer Fußballspieler und -trainer                                            | 76    | schweizer-illustrierte.ch          |
| 26. November | William A. Little            | US-amerikanischer Germanist und Musikwissenschaftler                             | 90    | hillandwood.com                    |
| 26. November | Amir Ljubović                | bosnischer Orientalist                                                           | 74    | ba.n1info.com                      |
| 26. November | Kurt Michels                 | deutscher Unternehmer                                                            | 96    | muenster-journal.de                |
| 26. November | Wolfgang Müller              | deutscher Elektrochemiker und Kulturpolitiker                                    | 84    | thueringen-gedenkt.de              |
| 26. November | Bruno Nicolè                 | italienischer Fußballspieler                                                     | 79    | gazzetta.it                        |
| 26. November | Denys Ovenden                | britischer Natur- und Wildtierillustrator                                        | 97    | denys-ovenden.muchloved.com        |
| 26. November | Gerald Regan                 | kanadischer Politiker                                                            | 91    | coastreporter.net                  |
| 26. November | Gary Rhodes                  | britischer Koch und Sachbuchautor                                                | 59    | focus.de                           |
| 26. November | Ulrich Schulz                | deutscher Fußballspieler und -trainer                                            | 73    | hfv.de                             |
| 26. November | Alfred Streun                | Schweizer Eishockeyspieler und -trainer                                          | 94    |                                    |
| 26. November | Karel Werner                 | tschechoslowakisch-britischer Indologe, Orientalist und Religionswissenschaftler | 94    | spaldingsymposium.org              |
| 25. November | Frank Biondi                 | US-amerikanischer Manager                                                        | 74    | nytimes.com                        |
| 25. November | Joseph Bordogna              | US-amerikanischer Elektroingenieur                                               | 86    | almanac.upenn.edu                  |
| 25. November | Walter Dech                  | deutscher Unternehmer                                                            | 82    | nachrichten-kl.de                  |
| 25. November | Felix Diefenbach             | deutscher Basketballspieler                                                      | 93    | trauer-rheinmain.de                |
| 25. November | Gilman Exposto dos Santos    | osttimoresischer Politiker                                                       | 63    | tatoli.tl                          |
| 25. November | Zé Galdino                   | brasilianischer Sänger und Dichter                                               | 69    | giro.matanorte.com                 |
| 25. November | Héctor García-Molina         | US-amerikanischer Informatiker                                                   | 65    | tec.mx                             |
| 25. November | Leonhard Gleske              | deutscher Volkswirt                                                              | 98    | uni-mannheim.de                    |
| 25. November | Richard Kasper               | deutscher Politiker                                                              | 87    | pnp.de                             |
| 25. November | Nobuaki Kobayashi            | japanischer Billardspieler                                                       | 77    | kozoom.com                         |
| 25. November | Hermann-Joseph Konze         | deutscher Zeitungsjournalist                                                     | 89    | fuldaerzeitung.de                  |
| 25. November | Franz Lichtblau              | deutscher Architekt                                                              | 91    | trauer.sueddeutsche.de             |
| 25. November | Lillo                        | kolumbianisch-kubanischer Karikaturist                                           | 89    | cibercuba.com                      |
| 25. November | James Monaco                 | US-amerikanischer Filmwissenschaftler                                            | 77    | sagharborexpress.com               |
| 25. November | Keith L. Moore               | kanadischer Anatom                                                               | 94    | legacy.com                         |
| 25. November | Nonito Pereira               | spanischer Musikjournalist, -produzent und -förderer                             | 76    | laopinioncoruna.es                 |
| 25. November | Alain Porthault              | französischer Leichtathlet und Rugbyspieler                                      | 90    | lequipe.fr                         |
| 25. November | Monika Potokárová            | slowakische Schauspielerin                                                       | 27    | filmbooster.de                     |
| 25. November | Garth C. Reeves              | US-amerikanischer Zeitungsherausgeber                                            | 100   | nytimes.com                        |
| 25. November | Andy Scherrer                | Schweizer Jazz-Saxofonist und -Pianist                                           | 73    | nzz.ch                             |
| 25. November | Jimmy Schulz                 | deutscher Politiker                                                              | 51    | spiegel.de                         |
| 25. November | Kurt Schossmann              | österreichischer Schauspieler                                                    | 85    | sn.at                              |
| 25. November | Wiktor Semjonow              | russischer Theater- und Filmschauspieler                                         | 76    | kino-teatr.ru                      |
| 25. November | John Simon                   | US-amerikanischer Literatur-, Theater- und Filmkritiker                          | 94    | nytimes.com                        |
| 25. November | Iain Sutherland              | britischer Musiker                                                               | 71    | pressandjournal.co.uk              |
| 25. November | Yervant Terzian              | US-amerikanischer Astronom                                                       | 80    | as.cornell.edu                     |
| 25. November | Joseph Wagener               | luxemburgischer Militär                                                          | 95    | wort.lu                            |
| 25. November | Gohar Wardanjan              | sowjetische Geheimagentin                                                        | 93    | nytimes.com                        |
| 25. November | Roy Willox                   | britischer Jazzmusiker                                                           | 90    | londonjazznews.com                 |
| 25. November | Mike Wright                  | britischer Wirtschaftswissenschaftler                                            | 67    | bam.ac.uk                          |
| 25. November | Richard G. Zweifel           | US-amerikanischer Herpetologe                                                    | 93    | asih.org                           |
| 24. November | Joachim Angerer              | österreichischer Geistlicher und Musikwissenschaftler                            | 85    | religion.orf.at                    |
| 24. November | Franz Füeg                   | Schweizer Architekt                                                              | 98    | nzz.ch                             |
| 24. November | Claudius Graf-Schelling      | Schweizer Politiker                                                              | 69    | tagblatt.ch                        |
| 24. November | Gu Hara                      | südkoreanische Popsängerin                                                       | 28    | koreaherald.com                    |
| 24. November | Daniel Heartz                | US-amerikanischer Musikwissenschaftler                                           | 91    |                                    |
| 24. November | Clive James                  | australischer Literaturkritiker                                                  | 80    | nytimes.com                        |
| 24. November | Kailash Chandra Joshi        | indischer Politiker                                                              | 90    | indiatoday.in                      |
| 24. November | Werner Kutzelnigg            | deutscher Chemiker                                                               | 86    | gdch.de                            |
| 24. November | Colin Mawby                  | britischer Organist, Chorleiter und Komponist                                    | 83    | catholicherald.co.uk               |
| 24. November | Alelia Murphy                | US-amerikanische Supercentenarian                                                | 114   | spiegel.de                         |
| 24. November | Leo Neves                    | brasilianischer Surfer                                                           | 40    | d.emtempo.com.br                   |
| 24. November | Richard Ogorkiewicz          | polnisch-britischer Ingenieur                                                    | 93    | tankmuseum.org                     |
| 24. November | Juan Orrego-Salas            | chilenischer Komponist und Musikpädagoge                                         | 100   | adnradio.cl                        |
| 24. November | Pepe Parra                   | ecuadorianischer Sänger                                                          | 74    | eluniverso.com                     |
| 24. November | Robert F. X. Sillerman       | US-amerikanischer Medienunternehmer                                              | 71    | nytimes.com                        |
| 24. November | Teslim Töre                  | türkischer Politaktivist und Dissident                                           | ≈80   | anfdeutsch.com                     |
| 24. November | Johann Weinhart              | österreichischer Bildhauer                                                       | 94    | tt.com                             |
| 24. November | Ljudmila Werbizkaja          | russische Sprachwissenschaftlerin und Hochschulleiterin                          | 83    | slaviccenters.duke.edu             |
| 23. November | Asunción Balaguer            | spanische Schauspielerin                                                         | 94    | spainsnews.com                     |
| 23. November | Marilyn Farquhar             | US-amerikanische Zellbiologin                                                    | 91    | dignitymemorial.com                |
| 23. November | Francesc Gambús              | spanischer Politiker                                                             | 45    | elmon.cat                          |
| 23. November | Ken W. Glennie               | britischer Erdölgeologe und Sedimentologe                                        | ≈91   | kngmg.nl                           |
| 23. November | Shirley Gordon               | kanadische Leichtathletin                                                        | 92    | richmond-news.com                  |
| 23. November | Barbara Hillary              | US-amerikanische Abenteurerin                                                    | 88    | nytimes.com                        |
| 23. November | Catherine Small Long         | US-amerikanische Politikerin                                                     | 95    | apnews.com                         |
| 23. November | Ants Leemets                 | estnischer Politiker                                                             | 69    | sirp.ee                            |
| 23. November | Gottfried Nindl              | österreichischer Politiker                                                       | 71    | oecv.at                            |
| 23. November | Lawrence Vincent Ryan        | US-amerikanischer Philologe                                                      | 96    | legacy.com                         |
| 23. November | Marilyn Saviola              | US-amerikanische Aktivistin                                                      | 74    | nytimes.com                        |
| 23. November | Dorothy Seiberling           | US-amerikanische Kulturjournalistin                                              | 97    | nytimes.com                        |
| 23. November | Walter M. Spink              | US-amerikanischer Kunsthistoriker                                                | 91    | lsa.umich.edu                      |
| 23. November | Klaus Thiele                 | deutscher Fußballspieler                                                         | 85    | gedenken.freiepresse.de            |
| 23. November | Patrice Tirolien             | französischer Politiker                                                          | 73    | rci.fm                             |
| 22. November | Klaus-Dieter Bilkenroth      | deutscher Bergingenieur                                                          | 86    | leibnizsozietaet.de                |
| 22. November | Walter Braun                 | deutscher Politiker                                                              | 89    | lebenswege.faz.net                 |
| 22. November | Eugène Camara                | guineischer Politiker                                                            | 77    | mediaguinee.org                    |
| 22. November | Stephen Cleobury             | britischer Chorleiter                                                            | 70    | bbc.com                            |
| 22. November | Jean Douchet                 | französischer Filmschaffender und -kritiker                                      | 90    | lefilmfrancais.com                 |
| 22. November | Eddie Duran                  | US-amerikanischer Jazzgitarrist                                                  | 94    | datebook.sfchronicle.com           |
| 22. November | Martin Geck                  | deutscher Musikwissenschaftler                                                   | 83    | lebenswege.faz.net                 |
| 22. November | Jasper Griffin               | britischer Altphilologe                                                          | 82    | balliol.ox.ac.uk                   |
| 22. November | Wolfgang Heckmann            | deutscher Psychologe                                                             | 73    | volksstimme.de                     |
| 22. November | Andreas Karlsböck            | österreichischer Politiker                                                       | 59    | oe24.at                            |
| 22. November | Daniel Leclercq              | französischer Fußballspieler und -trainer                                        | 70    | lensois.com                        |
| 22. November | Gugu Liberato                | brasilianischer Fernsehmoderator                                                 | 60    | tz.de                              |
| 22. November | Tomás Loiseau                | argentinischer Punksänger und -gitarrist                                         | 43    | diariovivo.com                     |
| 22. November | Ludger Lütkehaus             | deutscher Philosoph und Literaturwissenschaftler                                 | 75    | nzz.ch                             |
| 22. November | Birgit Menz                  | deutsche Basketballspielerin                                                     | 52    | basketball-bund.de                 |
| 22. November | Max Müller                   | Schweizer Skilangläufer                                                          | 103   |                                    |
| 22. November | Eduardo Nascimento           | angolanischer Sänger                                                             | 76    | blitz.pt                           |
| 22. November | Vicky Randall                | britische Politikwissenschaftlerin                                               | 74    | socialsciencespace.com             |
| 22. November | Mario Rigo                   | italienischer Politiker                                                          | 90    | veneziatoday.it                    |
| 22. November | Günter Siegel                | deutscher Physiologe                                                             | 77    |                                    |
| 22. November | Henry Sobel                  | US-amerikanisch-brasilianischer Rabbiner                                         | 75    | juedische-allgemeine.de            |
| 22. November | Bowen Stassforth             | US-amerikanischer Schwimmer                                                      | 93    | swimswam.com                       |
| 22. November | Robert Wegenast              | ungarischer Maler und Bühnenbildner                                              | 89    |                                    |
| 22. November | Hans Rudolf Zeller           | deutscher Musikwissenschaftler                                                   | 85    | trauer.sueddeutsche.de             |
| 21. November | Roger Alperin                | US-amerikanischer Mathematiker                                                   | 72    | ams.org                            |
| 21. November | Robert Christian Bachmann    | Schweizer Dirigent, Komponist und Verleger                                       | 75    | trauer.nzz.ch                      |
| 21. November | Karl Bierschel               | deutscher Eishockeyspieler                                                       | 87    |                                    |
| 21. November | Andreas Birken               | deutscher Historiker, Kartograph und Philatelist                                 | 77    | deutsche-briefmarken-zeitung.de    |
| 21. November | Horst Bundschuh              | deutscher Handballspieler und -trainer                                           | 85    | allgemeine-zeitung.de              |
| 21. November | Thomas Butler                | US-amerikanischer Bobfahrer                                                      | 87    |                                    |
| 21. November | Mehmet Yaşar Büyükanıt       | türkischer Armeeoffizier                                                         | 79    | dailysabah.com                     |
| 21. November | Bengt-Erik Grahn             | schwedischer Skirennläufer                                                       | 78    | time24.news                        |
| 21. November | Ray Kappe                    | US-amerikanischer Architekt                                                      | 92    | archpaper.com                      |
| 21. November | Josef Nietzsch               | deutscher Mathematiker                                                           | 81    | mathematik.hu-berlin.de            |
| 21. November | Wilhelm Nölling              | deutscher Politiker                                                              | 86    | lebenswege.faz.net                 |
| 21. November | Stephan Perren               | Schweizer Chirurg                                                                | 87    |                                    |
| 21. November | Nigel Richards               | britischer Heeresoffizier                                                        | 74    | announcements.telegraph.co.uk      |
| 21. November | Toshio Saeki                 | japanischer Illustrator und Maler                                                | ≈74   | archive.wikiwix.com                |
| 21. November | Cecilia Seghizzi             | italienische Komponistin                                                         | 111   | meteoweb.eu                        |
| 21. November | A. D. Trantenroth            | deutscher Bildhauer, Objektkünstler und Zeichner                                 | ≈79   | kurier.de                          |
| 21. November | Gahan Wilson                 | US-amerikanischer Comiczeichner                                                  | 89    | nytimes.com                        |
| 20. November | Milorad Bahilj               | bosnischer Politiker                                                             | 66    | bljesak.info                       |
| 20. November | Fábio Barreto                | brasilianischer Filmemacher                                                      | 62    | www1.folha.uol.com.br              |
| 20. November | Hans Andreas Bretz           | rumänischer Handballspieler                                                      | 89    | siebenbuerger.de                   |
| 20. November | Tony Brooker                 | britischer Informatiker                                                          | 94    | essex.ac.uk                        |
| 20. November | Jake Burton Carpenter        | US-amerikanischer Snowboarder und Unternehmer                                    | 65    | srf.ch                             |
| 20. November | Fred Cox                     | US-amerikanischer American-Football-Spieler                                      | 80    | nytimes.com                        |
| 20. November | Andrew Jin Daoyuan           | chinesischer Bischof                                                             | 90    | uca.news                           |
| 20. November | Zoltán Dömötör               | ungarischer Schwimmer und Wasserballspieler                                      | 84    | 24.hu                              |
| 20. November | Du Ruiqing                   | chinesischer Übersetzer                                                          | 75    | thepaper.cn                        |
| 20. November | Mary L. Good                 | US-amerikanische Chemikerin                                                      | 88    | arkansasbusiness.com               |
| 20. November | Amos Lapidot                 | israelischer Kampfpilot                                                          |       |                                    |
| 20. November | Doug Lubahn                  | US-amerikanischer Rock- und Jazzbassist                                          | 71    | ultimateclassicrock.com            |
| 20. November | Wataru „Wat“ Misaka          | US-amerikanischer Basketballspieler                                              | 95    | nytimes.com                        |
| 20. November | Massimo Pittau               | italienischer Linguist                                                           | 98    | unionesarda.it                     |
| 20. November | Michael J. Pollard           | US-amerikanischer Schauspieler                                                   | 80    | hollywoodreporter.com              |
| 20. November | Xavier Rogiers               | belgischer Chirurg                                                               | 63    | eurotransplant.org                 |
| 20. November | Ekkart Sauser                | deutscher Theologe und Kirchenhistoriker                                         | 86    | uni-trier.de                       |
| 20. November | Alfred E. Smith IV           | US-amerikanischer Manager und Philanthrop                                        | 68    | nytimes.com                        |
| 20. November | Minerva Margarita Villarreal | mexikanische Dichterin und Verlegerin                                            | 62    | eluniversal.com.mx                 |
| 20. November | Oskar Welzl                  | österreichischer Rechtsanwalt                                                    | 91    | wirtrauern.at                      |
| 20. November | Marilyn Yalom                | US-amerikanische Literaturwissenschaftlerin und Geschlechterforscherin           | 87    | news.stanford.edu                  |
| 19. November | Guido Badano                 | italienischer Schiffsoffizier und Lebensretter                                   | 92    | nytimes.com                        |
| 19. November | Johannes Baumann             | deutscher Kirchenmusikdirektor                                                   | 94    | trauer.hildesheimer-allgemeine.de  |
| 19. November | Barbara C. Bowen             | britische Philologin                                                             | 82    | news.vanderbilt.edu                |
| 19. November | José Mário Branco            | portugiesischer Musiker, Produzent und Komponist                                 | 77    | publico.pt                         |
| 16. November | Fernand Carton               | französischer Linguist, Phonetiker und Dialektologe                              | 98    |                                    |
| 19. November | Eduard Dewenter              | deutscher Politiker                                                              | 91    |                                    |
| 19. November | Basil Feldman                | britischer Politiker und Geschäftsmann                                           | 93    | telegraph.co.uk                    |
| 19. November | Dieter Greiner               | deutscher Eishockeyspieler                                                       | 81    | eishockeynews.de                   |
| 19. November | György Iványi                | ungarisch-deutscher Bauingenieur                                                 | 80    |                                    |
| 19. November | Manfred Jähnichen            | deutscher Slawist und Übersetzer                                                 | 86    | leibnizsozietaet.de                |
| 19. November | D. M. Jayaratne              | sri-lankischer Politiker                                                         | 88    | hirunews.lk                        |
| 19. November | Roc LaRue                    | US-amerikanischer Musiker                                                        | 80    | arlingtonparkfuneralhome.com       |
| 19. November | Tom Lyle                     | US-amerikanischer Comiczeichner und -autor                                       | 66    | comicbook.com                      |
| 19. November | Werner Karl Maas             | US-amerikanischer Mikrobiologe, Pharmakologe und Genforscher                     | 98    | trauer.rheinpfalz.de               |
| 19. November | Hartmut Merkt                | deutscher Schriftsteller                                                         | 66    | stuttgart-gedenkt.de               |
| 19. November | Walter J. Minton             | US-amerikanischer Verlagsmanager                                                 | 96    | nytimes.com                        |
| 19. November | Käte Niederkirchner          | deutsche Politikerin                                                             | 75    |                                    |
| 19. November | David L. Shapiro             | US-amerikanischer Rechtswissenschaftler                                          | 87    | today.law.harvard.edu              |
| 19. November | Martinus Dogma Situmorang    | indonesischer Bischof                                                            | 73    | hidupkatolik.com                   |
| 19. November | Maximilian Skiba             | deutscher Verbandsfunktionär                                                     | 96    | [ 1 ]                              |
| 19. November | Gabriel Stolzenberg          | US-amerikanischer Mathematiker                                                   | 82    | currentobituary.com                |
| 19. November | Rolf Tarot                   | deutscher Literaturwissenschaftler                                               | 88    | news.uzh.ch                        |
| 19. November | Fritz von Weizsäcker         | deutscher Arzt                                                                   | 59    | tagesspiegel.de                    |
| 19. November | Jusup Wilkosz                | deutscher Bodybuilder                                                            | 71    | fitnessmanagement.de               |
| 18. November | Norodom Buppha Devi          | kambodschanische Adelige                                                         | 76    | adelswelt.de                       |
| 18. November | Ryan Costello                | US-amerikanischer Baseballspieler                                                | 23    | seattletimes.com                   |
| 18. November | Bertrand Dufourcq            | französischer Diplomat                                                           | 86    | fondationdefrance.org              |
| 18. November | John Gale                    | britischer Pokerspieler                                                          | 65    | cardplayer.com                     |
| 18. November | Niels Gottschalk-Mazouz      | deutscher Philosoph und Physiker                                                 | 52    | phil.uni-bayreuth.de               |
| 18. November | Fritz Haake                  | deutscher Physiker                                                               | 78    | uni-due.de                         |
| 18. November | Gary Haberl                  | australischer Tischtennisspieler                                                 | 54    | newcastleherald.com.au             |
| 18. November | Arjen Hoekstra               | niederländischer Hydrologe                                                       | 52    | utwente.nl                         |
| 18. November | Linda Jewell                 | US-amerikanische Diplomatin                                                      | 66    |                                    |
| 18. November | Srboljub Markušević          | jugoslawisch-bosnischer Fußballspieler und -trainer                              | 83    | srpskainfo.com                     |
| 18. November | Peter May                    | Schweizer Brauereimanager                                                        | 86    | stuttgarter-nachrichten.de         |
| 18. November | Hans Joachim Oslage          | deutscher Agrarwissenschaftler                                                   | 96    | trauer38.de                        |
| 18. November | Argentina Santos             | portugiesische Fadosängerin                                                      | 95    | mundoportugues.pt                  |
| 18. November | Horst Steiner                | deutscher Tischtennis- und Basketballfunktionär                                  | 70    |                                    |
| 18. November | Slim Tristan                 | US-amerikanischer Rapper                                                         | 32    |                                    |
| 18. November | Dieter Stegmann              | deutscher Theaterintendant                                                       | 76    | lebenswege.faz.net                 |
| 18. November | Gottfried Uhlig              | deutscher Pädagoge                                                               | 91    | trauer-anzeigen.de                 |
| 17. November | Jiřina Čermáková             | tschechische Hockeyspielerin                                                     | 75    | pozemnihokej.cz                    |
| 17. November | Susan Cernyak-Spatz          | US-amerikanische Germanistin und Holocaustüberlebende                            | 97    | charlotteobserver.com              |
| 17. November | Enzo D’Ambrosio              | italienischer Filmproduzent und -regisseur                                       | 88    |                                    |
| 17. November | Lothar Groppe                | deutscher Ordensgeistlicher und Publizist                                        | 92    | charismatismus.wordpress.com       |
| 17. November | Siegfried Kaiser             | deutscher Fußballspieler                                                         | 92    | np-coburg.de                       |
| 17. November | Yıldız Kenter                | türkische Theaterschauspielerin                                                  | 91    | hurriyet.de                        |
| 17. November | Harley D. Nygren             | US-amerikanischer Meereskundler                                                  | 94    | moaa.org                           |
| 17. November | Edwin Oberhauser             | österreichischer Denkmalschützer                                                 | 93    | todesanzeigen.vol.at               |
| 17. November | Adnan Patschatschi           | irakischer Politiker und Diplomat                                                | 96    | gulfnews.com                       |
| 17. November | Václav Pavkovič              | tschechoslowakischer Ruderer                                                     | 83    | olympedia.org                      |
| 17. November | Gustav Peichl                | österreichischer Architekt und Karikaturist                                      | 91    | orf.at                             |
| 17. November | Tuka Rocha                   | brasilianischer Automobilrennfahrer                                              | 36    | g1.globo.com                       |
| 17. November | Norbert Schneider            | deutscher Kunsthistoriker                                                        | 74    | arch.kit.edu                       |
| 17. November | Wolfgang Schrörs             | deutscher Politiker                                                              | 70    | weser-kurier.de                    |
| 17. November | Dorothy Seymour Mills        | US-amerikanische Sporthistorikerin                                               | 91    | nytimes.com                        |
| 17. November | Regina Tyschkewitsch         | sowjetische bzw. belarussische Mathematikerin                                    | 90    | mmf.bsu.by                         |
| 17. November | Maria Urban                  | österreichische Schauspielerin                                                   | 89    | presse.volkstheater.at             |
| 16. November | John Campbell Brown          | britischer Astronom                                                              | 72    | democratonline.net                 |
| 16. November | Arsenio Corsellas            | spanischer Schauspieler und Synchronsprecher                                     | 86    | elnacional.cat                     |
| 16. November | Bronisław Dembowski          | polnischer Bischof                                                               | 92    | diecezja.wloclawek.pl              |
| 16. November | Walter Freiwald              | deutscher Moderator                                                              | 65    | spiegel.de                         |
| 16. November | William Granzig              | US-amerikanischer Sexualwissenschaftler                                          | 80    |                                    |
| 16. November | Heinz G. Hahs                | deutscher Schriftsteller                                                         | 85    | allgemeine-zeitung.de              |
| 16. November | Günter Keiz                  | deutscher Zoologe                                                                | 95    | dafv.de                            |
| 16. November | Lars Krüger                  | deutscher Handballspieler                                                        | 32    | handball-world.news                |
| 16. November | Fred Mella                   | französischer Sänger                                                             | 95    | amomama.fr                         |
| 16. November | Terry O’Neill                | britischer Fotograf                                                              | 81    | spiegel.de                         |
| 16. November | Mary Previte                 | US-amerikanische Politikerin                                                     | 87    | nytimes.com                        |
| 16. November | Karl-Georg Pulver            | deutscher Anästhesiologe                                                         | 89    | trauer-anzeigen.de                 |
| 16. November | Tony Speranza                | US-amerikanischer Jazztrompeter                                                  | 49    | rileymortuaryinc.com               |
| 16. November | Johnny Wheeler               | englischer Fußballspieler                                                        | 91    | bbc.com                            |
| 15. November | Harrison Dillard             | US-amerikanischer Leichtathlet                                                   | 96    | cleveland.com                      |
| 15. November | Jeanne Guillemin             | US-amerikanische Anthropologin                                                   | 76    | nytimes.com                        |
| 15. November | Josef Hála                   | tschechischer Pianist, Cembalist und Musikpädagoge                               | 91    |                                    |
| 15. November | Gerhard John                 | deutscher Fußballspieler                                                         | 92    | m.trauer.wochenkurier.info         |
| 15. November | Guy Jorré                    | französischer Regisseur                                                          | 92    | deces.matchid.io                   |
| 15. November | Wolf-Dieter Just             | deutscher Theologe                                                               | 78    | waz.trauer.de                      |
| 15. November | Pablo López Orosa            | spanischer Journalist                                                            | 34    | elpais.com                         |
| 15. November | Marcel Mart                  | luxemburgischer Politiker                                                        | 92    | tageblatt.lu                       |
| 15. November | Sallie McFague               | US-amerikanische Theologin                                                       | 86    | news.vanderbilt.edu                |
| 15. November | Erich Münch                  | Schweizer Bildender Künstler                                                     | 83    |                                    |
| 15. November | Vojtěch Jasný                | tschechoslowakischer bzw. tschechischer Regisseur                                | 93    | idnes.cz                           |
| 15. November | Irv Noren                    | US-amerikanischer Baseballspieler                                                | 94    | nytimes.com                        |
| 15. November | Tomoko Ogawa                 | japanische Go-Spielerin                                                          | 68    | nihonkiin.or.jp                    |
| 15. November | Wjatscheslaw Ossiko          | russischer Festkörperphysiker                                                    | 87    | gpi.ru                             |
| 15. November | Juliusz Paetz                | polnischer Erzbischof                                                            | 84    | gloswielkopolski.pl                |
| 15. November | Klaus Podak                  | deutscher Journalist                                                             | 76    | sueddeutsche.de                    |
| 15. November | Helmut Strehl                | deutscher Bauingenieur                                                           | 87    | herzog-magazin.de                  |
| 15. November | Jorge Vergara                | mexikanischer Unternehmer                                                        | 64    | africa.espn.com                    |
| 15. November | Johan Wahjudi                | indonesischer Badmintonspieler                                                   | 66    | bola.kompas.com                    |
| 14. November | Heinz Brahm                  | deutscher Politologe und Historiker                                              | 84    |                                    |
| 14. November | Nelly Colque                 | bolivianische Politaktivistin                                                    | 76    | paginasiete.bo                     |
| 14. November | Miquel Creus                 | spanischer Schriftsteller                                                        | ≈64   | llegim.ara.cat                     |
| 14. November | Cengiz Doğu                  | deutscher Dichter und Aktivist                                                   | 74    | sueddeutsche.de                    |
| 14. November | Herbert Ernst                | deutscher Kameramann und Filmemacher                                             | 80    | trauer.tagesspiegel.de             |
| 14. November | Ernst Fern                   | deutscher Tanzlehrer                                                             | 85    | trauer.rp-online.de                |
| 14. November | Anthony Grundy               | US-amerikanischer Basketballspieler                                              | 40    | eu.usatoday.com                    |
| 14. November | Hermann Haisch               | deutscher Politiker                                                              | 80    | augsburger-allgemeine.de           |
| 14. November | Branko Lustig                | kroatischer Filmproduzent und Schauspieler                                       | 87    | faz.net                            |
| 14. November | Wolfram Nagel                | deutscher Archäologe                                                             | 96    |                                    |
| 14. November | Gerhard O. Pfeffermann       | deutscher Politiker                                                              | 83    | lebenswege.faz.net                 |
| 14. November | Uwe Rathjen                  | deutscher Handballspieler                                                        | 76    | swp.de                             |
| 14. November | Zwelonke Sigcawu             | südafrikanischer Monarch                                                         | 51    | city-press.news24.com              |
| 14. November | Vashishtha Narayan Singh     | indischer Mathematiker                                                           | 77    | indiatoday.in                      |
| 14. November | Mary Ann Topper              | US-amerikanische Musikmanagerin                                                  | 79    | jazztimes.com                      |
| 14. November | Alain Weber                  | französischer Komponist                                                          | 88    | avis-de-deces.net                  |
| 14. November | Friedhelm Werremeier         | deutscher Schriftsteller und Drehbuchautor                                       | 89    | trauer.az-online.de                |
| 13. November | Bernt Ahrenholz              | deutscher Sprachdidaktiker                                                       | ≈66   | trauer.sueddeutsche.de             |
| 13. November | Rudolf Borchert              | deutscher Politiker                                                              | 67    | ostsee-zeitung.de                  |
| 13. November | Giorgio Corbellini           | italienischer Bischof                                                            | 72    | liberta.it                         |
| 13. November | Djaduk Ferianto              | indonesischer Schauspieler, Regisseur und Musiker                                | 55    | nasional.tempo.co                  |
| 13. November | José Luis Fidalgo Veloso     | spanischer Fußballspieler                                                        | 82    | realtotal.de                       |
| 13. November | Jane Galloway Heitz          | US-amerikanische Schauspielerin                                                  | 78    | tvmovie.de                         |
| 13. November | Carl L. Johannessen          | US-amerikanischer Biogeograph                                                    | 95    | aag.org                            |
| 13. November | Arthur Marks                 | US-amerikanischer Fernsehproduzent und -regisseur                                | 92    | deutschlandfunkkultur.de           |
| 13. November | Guido von Martens            | deutscher Keramiker                                                              | 76    |                                    |
| 13. November | Kieran Modra                 | australischer Radsportler                                                        | 47    | 9news.com.au                       |
| 13. November | André Moes                   | luxemburgischer Radrennfahrer                                                    | 89    | olympedia.org                      |
| 13. November | Vlada Petrić                 | jugoslawischer Filmwissenschaftler                                               | 91    | bostonglobe.com                    |
| 13. November | Urs Plangg                   | Schweizer Maler, Zeichner, Objektkünstler und Dichter                            | 86    |                                    |
| 13. November | Raymond Poulidor             | französischer Radrennfahrer                                                      | 83    | faz.net                            |
| 13. November | Ingo Sax                     | deutscher Autor                                                                  | 78    | ndb-brake.de                       |
| 13. November | Tom Spurgeon                 | US-amerikanischer Autor, Chronist und Herausgeber                                | 50    | nytimes.com                        |
| 13. November | Josephus Thimister           | niederländischer Designer                                                        | 57    | vogue.com                          |
| 13. November | Niall Tóibín                 | irischer Komödiant und Schauspieler                                              | 89    | rte.ie                             |
| 13. November | Fernando Torres Durán        | kolumbianischer Bischof                                                          | 82    | catholic-hierarchy.org             |
| 13. November | Ebbe Weiss-Weingart          | deutsche Goldschmiedin und Schmuckdesignerin                                     | 96    | lebenswege.faz.net                 |
| 12. November | Edwin Bramall                | britischer Generalstabschef                                                      | 95    | telegraph.co.uk                    |
| 12. November | Ian Cullen                   | britischer Theater- und Filmschauspieler, Drehbuchautor und Synchronsprecher     | 80    | telegraph.co.uk                    |
| 12. November | Fritz-Joachim Gnädinger      | deutscher Politiker                                                              | 81    | traueranzeigen.suedkurier.de       |
| 12. November | Reinhard Haseldiek           | deutscher Fußballspieler                                                         | 86    | weltfussball.de                    |
| 12. November | Zoran Hristić                | jugoslawischer bzw. serbischer Komponist                                         | 81    | magazin.klassik.com                |
| 12. November | Dirk-Reiner Martens          | deutscher Jurist und Basketballspieler                                           | 77    | fiba.basketball                    |
| 12. November | Michael Müller-Wille         | deutscher Prähistoriker                                                          | 81    | trauer-anzeigen.de                 |
| 12. November | Meg Myles                    | US-amerikanische Schauspielerin, Sängerin und Pin-up-Girl                        | 84    | books.google.ch                    |
| 12. November | Carl Othmer                  | deutscher Jurist und Staatsrat                                                   | 68    | trauer-anzeigen.de                 |
| 12. November | Víctor Manuel Pérez Rojas    | venezolanischer Bischof                                                          | 79    | vpitv.com                          |
| 12. November | Charles Perrow               | US-amerikanischer Organisationstheoretiker und Soziologe                         | 94    | legacy.com                         |
| 12. November | Rosemary Rogers              | US-amerikanische Schriftstellerin                                                | 86    | legacy.com                         |
| 12. November | George Sachs                 | Physiologe und Gastroenterologe                                                  | 84    | ucladdrcc.med.ucla.edu             |
| 12. November | Martin Sagner                | jugoslawischer bzw. kroatischer Schauspieler und Politiker                       | 87    | drava.info                         |
| 12. November | Mate Solis                   | kroatischer Maler, Bildhauer und Illustrator                                     | 84    | cres.hr                            |
| 12. November | Mitsuhisa Taguchi            | japanischer Fußballspieler und -trainer                                          | 64    | nikkansports.com                   |
| 12. November | Benedikt von Tscharner       | Schweizer Diplomat und Publizist                                                 | 82    | aargauerzeitung.ch                 |
| 12. November | Heinz Zamut                  | österreichischer Fußballspieler                                                  | 68    | todesanzeigen.vol.at               |
| 11. November | Bad Azz                      | US-amerikanischer Rapper                                                         | 43    | complex.com                        |
| 11. November | Norbert Beleke               | deutscher Verleger                                                               | 90    | trauer-anzeigen.de                 |
| 11. November | Rolf Böttcher                | deutscher Synodalpräsident und Heimatforscher                                    | 84    | engagiert.evlks.de                 |
| 11. November | Carol Brightman              | US-amerikanische Autorin                                                         | 80    | nytimes.com                        |
| 11. November | Zeke Bratkowski              | US-amerikanischer American-Football-Spieler                                      | 88    | nytimes.com                        |
| 11. November | Gerd Crüger                  | deutscher Agrarwissenschaftler und Phytomediziner                                | 91    | m.trauer38.de                      |
| 11. November | Karl H. Cerny                | US-amerikanischer Politikwissenschaftler und Hochschullehrer                     | 97    |                                    |
| 11. November | Edward Cullinan              | britischer Architekt                                                             | 88    | dezeen.com                         |
| 11. November | Nan Cuz                      | deutsch-guatemaltekische Malerin                                                 | 92    | panagaleria.com                    |
| 11. November | Frank Dobson                 | britischer Politiker                                                             | 79    |                                    |
| 11. November | Barbara Farkas-Erlacher      | österreichische Psychotherapeutin                                                | 83    |                                    |
| 11. November | Stuart Fitzsimmons           | britischer Skirennläufer                                                         | 62    |                                    |
| 11. November | Franz-Josef Hontheim         | deutscher Fußballschiedsrichter                                                  | 81    | volksfreund.trauer.de              |
| 11. November | Jacques Imbert               | französischer Gangster                                                           | 89    | laprovence.com                     |
| 11. November | R. Victor Jones              | US-amerikanischer Physiker                                                       | 90    | legacy.com                         |
| 11. November | Lisa Kindred                 | US-amerikanische Folk- und Bluessängerin                                         | 79    | marinij.com                        |
| 11. November | Walter Konrad                | deutscher Jurist, Medienmanager und Politiker                                    | 84    | infosat.de                         |
| 11. November | Jürgen Küppers               | deutscher Physiker                                                               | 76    | trauer.sueddeutsche.de             |
| 11. November | Antonio Márquez              | chilenischer Journalist und Publizist                                            | 75    | lanacion.cl                        |
| 11. November | James Le Mesurier            | britischer Offizier und Zivilschützer                                            | 48    | zeit.de                            |
| 11. November | Ralph Telford O’Neal         | Politiker von den Britischen Jungferninseln                                      | 85    | thestkittsnevisobserver.com        |
| 11. November | Charles Rogers               | US-amerikanischer American-Football-Spieler                                      | 38    | nytimes.com                        |
| 11. November | Mümtaz Soysal                | türkischer Jurist und Politiker                                                  | 90    | dailysabah.com                     |
| 11. November | Götz Steinle                 | deutscher Brigadegeneral                                                         | 75    | trauer.swp.de                      |
| 11. November | Edward Zacca                 | jamaikanischer Jurist                                                            | 88    | jamaica-gleaner.com                |
| 10. November | Werner Andreas Albert        | deutscher Dirigent                                                               | 84    | trauer.nordbayern.de               |
| 10. November | Wayne Bardin                 | US-amerikanischer Endokrinologe                                                  | 85    | nytimes.com                        |
| 10. November | Jan Byrczek                  | polnisch-amerikanischer Jazzmusiker, Verleger und Autor                          | 83    | kultura.onet.pl                    |
| 10. November | Les Campbell                 | englischer Fußballspieler                                                        | 84    | pnefc.net                          |
| 10. November | Hermann Franzen              | deutscher Verbandsfunktionär                                                     | 79    | express.de                         |
| 10. November | Wulf-Dieter Geyer            | deutscher Mathematiker                                                           | 80    | nat.fau.de                         |
| 10. November | Karl Hagemann                | deutscher Politiker                                                              | 78    | trauer.svz.de                      |
| 10. November | Paul William Hodge           | US-amerikanischer Astronom                                                       | 85    | legacy.com                         |
| 10. November | Jack M. Hollander            | US-amerikanischer Kernchemiker und -physiker                                     | 92    | erg.berkeley.edu                   |
| 10. November | Josef Krings                 | deutscher Pädagoge und Politiker                                                 | 93    | waz.trauer.de                      |
| 10. November | Rick Ludwin                  | US-amerikanischer Fernsehprogrammmanager                                         | 71    | nytimes.com                        |
| 10. November | Lawrence G. Paull            | US-amerikanischer Filmarchitekt                                                  | 81    | hollywoodreporter.com              |
| 10. November | Heinz Roy                    | deutscher Komponist                                                              | 91    | sz-trauer.de                       |
| 10. November | T. N. Seshan                 | indischer Verwaltungsbeamter                                                     | 86    | newindianexpress.com               |
| 10. November | Dennis Sorrell               | englischer Fußballspieler                                                        | 79    | guardian-series.co.uk              |
| 10. November | István Szívós junior         | ungarischer Wasserballspieler                                                    | 71    | magyarhirlap.hu                    |
| 10. November | Bernard Tyson                | US-amerikanischer Manager                                                        | 60    | nytimes.com                        |
| 9. November  | Adolf Birkhofer              | deutscher Physiker                                                               | 85    | trauer.sueddeutsche.de             |
| 9. November  | Elio Boncompagni             | italienischer Dirigent und Orchesterleiter                                       | 86    | sn.at                              |
| 9. November  | Alfred Borde                 | deutscher Sportwissenschaftler                                                   | 79    | trauer-anzeigen.de                 |
| 9. November  | George Breen                 | US-amerikanischer Schwimmer und Schwimmtrainer                                   | 84    | swimmingworldmagazine.com          |
| 9. November  | Ulrich Fehl                  | deutscher Wirtschaftswissenschaftler                                             | 80    | lebenswege.faz.net                 |
| 9. November  | Claus Haake                  | deutscher Musikwissenschaftler                                                   | 90    | abschied-nehmen.de                 |
| 9. November  | Arno Henze                   | deutscher Diplomlandwirt und Ökonom                                              | 83    | uni-hohenheim.de                   |
| 9. November  | Hans Hödl                    | österreichischer Bergsteiger, Wanderexperte und Fotograf                         | 82    | pax-requiem.at                     |
| 9. November  | Dieter Hoff                  | deutscher Musiker, Komponist, Musik-Produzent, Verleger und Texter               | 66    | express.de                         |
| 9. November  | Noel Ignatiev                | US-amerikanischer Historiker                                                     | 78    | latimes.com                        |
| 9. November  | Harold C. Lyon               | US-amerikanischer Psychologe und Autor                                           | 84    | boston.com                         |
| 9. November  | Brian Mawhinney              | britischer Politiker                                                             | 79    | bbc.com                            |
| 9. November  | Max Raub                     | österreichischer Kanute                                                          | 93    | ooe-kanuverband.at                 |
| 9. November  | Dwight Ritchie               | australischer Boxer                                                              | 27    | smh.com.au                         |
| 9. November  | Cyril Robinson               | englischer Fußballspieler                                                        | 90    | telegraph.co.uk                    |
| 9. November  | Rudolf Schöfberger           | deutscher Jurist und Politiker                                                   | 84    | trauer.sueddeutsche.de             |
| 9. November  | Georg Schwaiger              | deutscher Kirchenhistoriker                                                      | 94    | mittelbayerische-trauer.de         |
| 9. November  | Džemma Skulme                | lettische Malerin                                                                | 94    | apollo.lv                          |
| 9. November  | Bob Szajner                  | US-amerikanischer Jazzpianist                                                    | 81    | legacy.com                         |
| 9. November  | Walter Thimme                | deutscher Mediziner                                                              | 83    | trauer.tagesspiegel.de             |
| 9. November  | Alfred Trautwein             | deutscher Biophysiker                                                            | 79    | trauer-anzeigen.de                 |
| 9. November  | Mayra Caridad Valdés         | kubanische Sängerin                                                              | 63    | diariodecuba.com                   |
| 9. November  | Kensal E. van Holde          | US-amerikanischer Biochemiker und -physiker                                      | 91    | lebanon-express.com                |
| 9. November  | Joel Williamson              | US-amerikanischer Historiker                                                     | 90    | cremnc.com                         |
| 8. November  | Kurd Alsleben                | deutscher Künstler                                                               | 91    | hfbk-hamburg.de                    |
| 8. November  | Vern Bengtson                | US-amerikanischer Sozialpsychologe und Gerontologe                               | 78    | gero.usc.edu                       |
| 8. November  | Oliver Bludau                | deutscher Manager und Schauspieler                                               | 47    | trauer.nrw                         |
| 8. November  | Fred Bongusto                | italienischer Sänger und Komponist                                               | 84    | repubblica.it                      |
| 8. November  | Amor Chadli                  | tunesischer Arzt und Politiker                                                   | 94    | kapitalis.com                      |
| 8. November  | Werner Doehner               | deutsch-US-amerikanischer Hindenburg-Überlebender                                | 90    | nytimes.com                        |
| 8. November  | Klaus Mainka                 | deutscher Leichtathlet                                                           | 83    |                                    |
| 8. November  | Jackie Moore                 | US-amerikanische Soul- und Disco-Sängerin                                        | 73    | soulandjazzandfunk.com             |
| 8. November  | Özdemir Nutku                | türkischer Theaterwissenschaftler                                                | 88    | hurriyet.com.tr                    |
| 8. November  | Lieselotte Prehn             | deutsche Politikerin                                                             | 65    | trauer.nordkurier.de               |
| 8. November  | Thích Trí Quang              | vietnamesischer Mönch                                                            | 95    | nytimes.com                        |
| 8. November  | Edith Stohl                  | österreichische Rundfunkjournalistin                                             | 62    | derstandard.de                     |
| 8. November  | Moritz Thape                 | deutscher Journalist und Politiker                                               | 99    | weser-kurier.de                    |
| 7. November  | Eckard Beer                  | deutscher Phytomediziner                                                         | 74    | traueranzeigen.nwzonline.de        |
| 7. November  | Romano Bertocchi             | italienischer Basketballfunktionär                                               | 90    | euroleaguebasketball.net           |
| 7. November  | Johann Bodechtel             | deutscher Geologe                                                                | 88    | trauer.sueddeutsche.de             |
| 7. November  | Remo Bodei                   | italienischer Philosoph                                                          | 81    | repubblica.it                      |
| 7. November  | Wolfgang Domhardt            | deutscher Politiker                                                              | 68    | literaturhaus-magdeburg.de         |
| 7. November  | Roland Fischer               | österreichischer Mathematikdidaktiker                                            | 74    | ojs.didaktik-der-mathematik.de     |
| 7. November  | André Haynal                 | ungarisch-schweizerischer Psychiater und Psychoanalytiker                        | 89    | dpg-psa.de                         |
| 7. November  | Regine Heinecke              | deutsche Malerin, Grafikerin und Illustratorin                                   | 83    | freiepresse.de                     |
| 7. November  | Heinz Höher                  | deutscher Fußballspieler und -trainer                                            | 81    | focus.de                           |
| 7. November  | Dirk Jung                    | deutscher Arzt und Taekwondo-Sportler                                            | 63    | taekwondo-aktuell.de               |
| 7. November  | Stanley J. Hughes            | britisch-kanadischer Mykologe                                                    | 101   | ottawacitizen.remembering.ca       |
| 7. November  | Lew Klein                    | russischer Archäologe und Historiker                                             | 92    | philologist.livejournal.com        |
| 7. November  | Winston Lawson               | US-amerikanischer Leibwächter                                                    | 91    | nytimes.com                        |
| 7. November  | Miloš Lokajíček              | tschechischer Physiker                                                           | 96    | pametnaroda.cz                     |
| 7. November  | Jürgen Muche                 | deutscher Fußballspieler                                                         | 68    |                                    |
| 7. November  | Maria Perego                 | italienische Puppendesignerin                                                    | 95    | nytimes.com                        |
| 7. November  | Margarita Salas              | spanische Biochemikerin und Molekulargenetikerin                                 | 80    | elpais.com                         |
| 7. November  | Frank Saul                   | US-amerikanischer Basketballspieler                                              | 95    | dignitymemorial.com                |
| 7. November  | Sergei Scharow-Delone        | sowjetischer bzw. russischer Restaurator und Bürgerrechtler                      | 63    |                                    |
| 7. November  | Nabanita Dev Sen             | indische Autorin und Literaturwissenschaftlerin                                  | 81    | newsnation.in                      |
| 7. November  | Janette Sherman              | US-amerikanische Toxikologin und Aktivistin                                      | 89    | nytimes.com                        |
| 7. November  | Krzysztof Stec               | polnischer Radrennfahrer                                                         | 71    |                                    |
| 7. November  | Ernst Zwanzleitner           | österreichischer Radiomoderator                                                  | 63    | steiermark.orf.at                  |
| 6. November  | Kurt Amplatz                 | österreichisch-US-amerikanischer Radiologe und Erfinder                          | 95    | startribune.com                    |
| 6. November  | Stephen Dixon                | US-amerikanischer Schriftsteller                                                 | 83    | hub.jhu.edu                        |
| 6. November  | Hellmut Fischmeister         | österreichischer Metallurge                                                      | 92    | trauer.kleinezeitung.at            |
| 6. November  | Michael Fray                 | jamaikanischer Leichtathlet                                                      | 72    | jamaicaobserver.com                |
| 6. November  | Robert Freeman               | britischer Fotograf und Grafiker                                                 | 82    | nytimes.com                        |
| 6. November  | Michael Hanack               | deutscher Chemiker                                                               | 88    | chemistryviews.org                 |
| 6. November  | Walter Hedemann              | deutscher Liedermacher und Kabarettist                                           | 87    | trauer-dewezet.de                  |
| 6. November  | René Hoffmann                | luxemburgischer Fußballspieler                                                   | 77    | wort.lu                            |
| 6. November  | Christoph Luchsinger         | Schweizer Architekt                                                              | 65    | wien.gv.at                         |
| 6. November  | Mafonso                      | italienischer Maler und Bildhauer                                                | 70    | dirartecontemporanea.eu            |
| 6. November  | Teddy Martin                 | französischer Jazzmusiker                                                        | 96    |                                    |
| 6. November  | Ernst Outolny                | österreichischer Politiker                                                       | 85    | ots.at                             |
| 6. November  | Jan Stráský                  | tschechischer Politiker                                                          | 78    | nachrichten.at                     |
| 5. November  | Omero Antonutti              | italienischer Schauspieler                                                       | 84    | ansa.it                            |
| 5. November  | Joachim Bennek               | deutscher Kinderchirurg                                                          | 82    | trauer-anzeigen.de                 |
| 5. November  | Herbert Dahlbom              | schwedischer Radrennfahrer                                                       | 85    |                                    |
| 5. November  | Ernest J. Gaines             | US-amerikanischer Schriftsteller                                                 | 86    | spiegel.de                         |
| 5. November  | Laurel Griggs                | US-amerikanische Schauspielerin                                                  | 13    | t-online.de                        |
| 5. November  | Georges Gutelman             | belgischer Unternehmer                                                           | 80    | lecho.be                           |
| 5. November  | Bill Hillier                 | britischer Architekturtheoretiker                                                | 82    | newprairiepress.org                |
| 5. November  | Jan Erik Kongshaug           | norwegischer Toningenieur und Jazzgitarrist                                      | 75    | jazzecho.de                        |
| 5. November  | Bruno Kosak                  | deutsch-polnischer Politiker                                                     | 83    | nto.pl                             |
| 5. November  | Gustav Arne Kramer           | norwegischer Drehbuchautor, Jazzautor und Hörfunkmoderator                       | 85    | bgr.vareminnesider.no              |
| 5. November  | Klaus Lennartz               | deutscher Politiker                                                              | 75    | rundschau-online.de                |
| 5. November  | Pere Morey i Severa          | spanischer Autor                                                                 | 77    | dbalears.cat                       |
| 5. November  | Anatoli Nogowizyn            | russischer Generaloberst                                                         | 67    | ria.ru                             |
| 5. November  | Heinz Dieter Paul            | deutscher Komponist und Dirigent                                                 | 76    |                                    |
| 5. November  | Larion Serghei               | rumänischer Kanute                                                               | 67    |                                    |
| 5. November  | William Wintersole           | US-amerikanischer Schauspieler                                                   | 88    |                                    |
| 5. November  | André Zimmermann             | französischer Radrennfahrer                                                      | 80    |                                    |
| 4. November  | Wolfgang Bayerlacher         | deutscher Diplomat                                                               | 89    |                                    |
| 4. November  | Vaughn Benjamin              | antiguanischer Reggae-Sänger                                                     | 50    | m.jamaicaobserver.com              |
| 4. November  | Riad Beyrouti                | syrischer Maler                                                                  | 75    | avis-deces.linternaute.com         |
| 4. November  | Gay Byrne                    | irischer Rundfunkmoderator                                                       | 85    | nytimes.com                        |
| 4. November  | José de la Colina            | spanisch-mexikanischer Schriftsteller, Essayist und Literaturkritiker            | 85    | yucatan.com.mx                     |
| 4. November  | Jacques Dupont               | französischer Radrennfahrer                                                      | 91    | m.sport24.co.za                    |
| 4. November  | Yılmaz Gökdel                | türkischer Fußballspieler und -trainer                                           | 79    | cnnturk.com                        |
| 4. November  | Timi Hansen                  | dänischer Bassist                                                                | 61    |                                    |
| 4. November  | Werner Karwath               | deutscher Politiker                                                              | 92    | gedenken.freiepresse.de            |
| 4. November  | Hans Kohlberger              | deutscher Politiker                                                              | 86    | trauer.tagesspiegel.de             |
| 4. November  | Audrey Motaung               | deutsch-südafrikanische Musikerin                                                | 67    | leethorpentertainment.blogspot.com |
| 4. November  | Virginia Leith               | US-amerikanische Schauspielerin                                                  | 94    | promiflash.de                      |
| 4. November  | Eli Pasquale                 | kanadischer Basketballspieler                                                    | 59    | basketball.ca                      |
| 4. November  | Paul Schorno                 | Schweizer Theaterkritiker                                                        | 89    | bzbasel.ch                         |
| 4. November  | Dmitri Wassilenko            | russischer Turner                                                                | 43    | kommersant.ru                      |
| 4. November  | Dan E. Weisburd              | US-amerikanischer Dokumentarfilmer                                               | 85    | legacy.com                         |
| 3. November  | Ernst Augustin               | deutscher Schriftsteller                                                         | 92    | orf.at                             |
| 3. November  | Wendell Bell                 | US-amerikanischer Soziologe und Zukunftsforscher                                 | 95    | news.yale.edu                      |
| 3. November  | Josef Bommer                 | Schweizer Theologe                                                               | 96    |                                    |
| 3. November  | Gertrude „Gert“ Boyle        | US-amerikanische Unternehmerin                                                   | 95    | ispo.com                           |
| 3. November  | William B. Branch            | US-amerikanischer Dramatiker                                                     | 92    | nytimes.com                        |
| 3. November  | Gerry Carr                   | britischer Diskuswerfer                                                          | 83    |                                    |
| 3. November  | Michel Eddé                  | libanesischer Politiker                                                          | 91    | dailystar.com.lb                   |
| 3. November  | Katharina Elliger            | deutsche Autorin                                                                 | 90    |                                    |
| 3. November  | Louis Eppolito               | US-amerikanischer Polizist und Filmschauspieler                                  | 71    | nytimes.com                        |
| 3. November  | Manfred Frühauf              | deutscher Geograph und Leichtathlet                                              | 69    | abschied-nehmen.de                 |
| 3. November  | Sorin Frunzăverde            | rumänischer Politiker                                                            | 59    | g4media.ro                         |
| 3. November  | Theodor Gill                 | deutscher Bischof                                                                | 91    | t-online.de                        |
| 3. November  | Friedemann Layer             | österreichischer Dirigent                                                        | 78    | morgenweb.de                       |
| 3. November  | Yvette Lundy                 | französische Widerstandskämpferin und KZ-Überlebende                             | 103   | bbc.com                            |
| 3. November  | Taku Mayumura                | japanischer Science-Fiction-Autor                                                | 85    | sankei.com                         |
| 3. November  | Robert Norris                | US-amerikanischer Werbefilmdarsteller und Model                                  | 90    | rtl.de                             |
| 3. November  | Helmut Richter               | deutscher Lyriker, Schriftsteller und Textdichter                                | 85    | mdr.de                             |
| 3. November  | Alberto Rivolta              | italienischer Fußballspieler                                                     | 51    | gazzetta.it                        |
| 3. November  | Howard Roe                   | US-amerikanischer American-Football-Schiedsrichter                               | 80    |                                    |
| 3. November  | Shoji Sadao                  | japanisch-US-amerikanischer Architekt                                            | 92    | nytimes.com                        |
| 3. November  | Sergio Schmucler             | argentinisch-mexikanischer Filmemacher, Drehbuch- und Romanautor                 | 60    | viapais.com.ar                     |
| 3. November  | Walter Strümper              | deutscher Verwaltungsbeamter und Autor                                           | 93    |                                    |
| 3. November  | Pit Trenz                    | deutscher Bodybuilder                                                            | 53    | gannikus.de                        |
| 3. November  | Girônimo Zanandréa           | brasilianischer Bischof                                                          | 83    | diocesedesantoangelo.org           |
| 2. November  | Richard S. Bucy              | US-amerikanischer Mathematiker und Ingenieurwissenschaftler                      | 84    | legacy.com                         |
| 2. November  | Max M. Burger                | Schweizer Mediziner und Biochemiker                                              | 86    | biozentrum.unibas.ch               |
| 2. November  | Gustav Deutsch               | österreichischer Filmkünstler                                                    | 67    | derstandard.at                     |
| 2. November  | Nicolás Dueñas               | spanischer Schauspieler                                                          | 78    | elpais.com                         |
| 2. November  | Maïté Duval                  | niederländische Bildhauerin                                                      | 75    |                                    |
| 2. November  | Norbert Eder                 | deutscher Fußballspieler                                                         | 63    | innsalzach24.de                    |
| 2. November  | Atilla Engin                 | türkischer Schlagzeuger                                                          | 73    | muzikonair.com                     |
| 2. November  | Sigvard Ericsson             | schwedischer Eisschnellläufer                                                    | 89    | svt.se                             |
| 2. November  | Irwin Fridovich              | US-amerikanischer Biochemiker                                                    | 90    | today.duke.edu                     |
| 2. November  | Bogaletch Gebre              | äthiopische Mikrobiologin und Frauenrechtlerin                                   | 59    | pressclub.be                       |
| 2. November  | Phillip Johnson              | US-amerikanischer Rechtswissenschaftler und Autor                                | 79    | thegospelcoalition.org             |
| 2. November  | Marie Laforêt                | französisch-schweizerische Sängerin und Schauspielerin                           | 80    | frankenpost.de                     |
| 2. November  | Walter Mercado               | puerto-ricanischer Astrologe                                                     | 87    | edition.cnn.com                    |
| 2. November  | Dean Prentice                | kanadischer Eishockeyspieler und -trainer                                        | 87    | corbettfuneralhome.ca              |
| 2. November  | James I. Robertson Jr.       | US-amerikanischer Historiker                                                     | 89    | vtnews.vt.edu                      |
| 2. November  | Alberto Sed                  | italienischer Holocaust-Überlebender                                             | 90    | 11freunde.de                       |
| 2. November  | Barbara Spieß                | deutsche Opernsängerin und Gesangspädagogin                                      | 57    | wirtrauern.de                      |
| 2. November  | Brian Tarantina              | US-amerikanischer Schauspieler                                                   | 60    | t-online.de                        |
| 2. November  | Bramwell Tillsley            | kanadischer General der Heilsarmee                                               | 88    | heilsarmee.de                      |
| 2. November  | Bohumil Tomášek              | tschechoslowakischer Basketballspieler                                           | 83    | cbf.cz                             |
| 2. November  | Maria Wasna                  | deutsche Psychologin und Hochschulrektorin                                       | 89    | trauer.ms                          |
| 1. November  | Klaus L. Berghahn            | deutscher Literaturwissenschaftler                                               | 82    | europe.wisc.edu                    |
| 1. November  | Elisabeth Biebl              | deutsche Politikerin                                                             | 91    | trauer.sueddeutsche.de             |
| 1. November  | Karl Boden                   | österreichischer Politiker                                                       | 65    | noen.at                            |
| 1. November  | Rudy Boesch                  | US-amerikanischer Elitesoldat und Reality-TV-Darsteller                          | 91    | nytimes.com                        |
| 1. November  | Peter Collier                | US-amerikanischer Buchautor und Herausgeber                                      | 80    | nytimes.com                        |
| 1. November  | Diana González Barrera       | mexikanische Fußballspielerin                                                    | 26    | cnnespanol.cnn.com                 |
| 1. November  | Pierre Gabaye                | französischer Komponist                                                          | 89    |                                    |
| 1. November  | Paulo Paulino Guajajara      | brasilianischer Umweltaktivist                                                   | 26    | evangelisch.de                     |
| 1. November  | Rina Lazo                    | guatemaltekische Malerin und Grafikerin                                          | 96    | nytimes.com                        |
| 1. November  | Daniel Joseph Mullins        | irischer Bischof                                                                 | 90    | rcadc.org                          |
| 1. November  | Miguel Olaortúa Laspra       | spanischer Bischof                                                               | 56    | heraldo.es                         |
| 1. November  | Frank R. Palmer              | britischer Linguist                                                              | 97    | ae-info.org                        |
| 1. November  | Danny Repole                 | US-amerikanischer Musiker                                                        | 96    | dignitymemorial.com                |
| 1. November  | Johannes Schaaf              | deutscher Regisseur und Schauspieler                                             | 86    | orf.at                             |
| 1. November  | Paul Turner                  | britischer Filmregisseur                                                         | 73    | bbc.com                            |
| 1. November  | Vytautas Zabiela             | litauischer Jurist und Politiker                                                 | 88    | voruta.lt                          |
| 1. November  | Günter Zehm                  | deutscher Publizist und Philosoph                                                | 86    |                                    |

### Datum unbekannt
| Tag                                 | Name                    | Beruf, bekannt als                       | Alter | Beleg             |
| ----------------------------------- | ----------------------- | ---------------------------------------- | ----- | ----------------- |
| Tod bekannt gegeben am 28. November | Ion Puică               | rumänischer Leichtathletiktrainer        | 89    | fra.ro            |
| Tod bekannt gegeben am 27. November | Vittorio Congia         | italienischer Schauspieler               | 89    | ilmessaggero.it   |
| Tod bekannt gegeben am 27. November | Daniel Heartz           | US-amerikanischer Musikwissenschaftler   | ≈91   | amsmusicology.org |
| Tod bekannt gegeben am 20. November | Richard Johann Dietrich | deutscher Architekt und Bauingenieur     | 80    | ovb-online.de     |
| Tod bekannt gegeben am 8. November  | Anatoli Krutikow        | sowjetischer Fußballspieler und -trainer | 86    | rsport.ria.ru     |
| tot aufgefunden am 5. November      | Sebastian Kakol         | polnisch-britischer Bodybuilder          | 39    | walesonline.co.uk |
| Tod bekannt gegeben am 2. November  | Tamar Chmiadaschwili    | georgische Schachspielerin               | 74    | gcf.org.ge        |
| November                            | Chris Lee               | US-amerikanischer Basketballtrainer      | 73    |                   |
| November                            | Martha Döllein          | deutsche Hockeyspielerin                 | 88    |                   |